# Campylopus uncinatus
Campylopus uncinatus là một loài rêu trong họ Dicranaceae. Loài này được Harv. Dozy & Molk. mô tả khoa học đầu tiên năm 1858.